# Jequié
Jequié là một đô thị thuộc bang Bahia, Brasil. Đô thị này có diện tích 3035,423 km², dân số năm 2007 là 148974 người, mật độ 49,1 người/km².